# Anaphes maradonai
Anaphes maradonai is een vliesvleugelig insect uit de familie Mymaridae. De wetenschappelijke naam is voor het eerst geldig gepubliceerd in 2004 door Jesu.